# Yoryūdo
Der Begriff Yoryūdo (japanisch 寄人, auch Yorihito oder Yoriudo) ist seit der Heian-Zeit gebräuchlich und bezeichnet allgemein einen Diener, Bediensteten oder Höfling.

## Bedienstete in öffentlichen Ämtern (Staatsdiener)

### Hofadel und Regierung
Der Begriff Yoryūdo bezeichnete das Personal in den Behörden des kaiserlichen Hofes, wie das Waka-shō (和歌所, „Amt für Dichtung“), Gosho-shō (御書所, „Amt für Schriftverkehr“), Kiroku-shō (記録所, „Aufzeichnungsbüro (zur Regulierung der Lehen)“), Fumi-dono (院文殿, „Dokumentenverwaltung“) und Go-in (後院).
Im Falle des Waka-shō nennt man die Bediensteten auch Meshiudo (召人). Sie wurden von erfahrenen Beamten ausgewählt. Die Bediensteten des Waka-shō hingegen wurden von Beamten ausgewählt, die selbst Waka dichteten oder Erfahrungen mit der Kompilation von Anthologien besaßen.
Die Anzahl der Bediensteten lag bei etwa 10 bis 20 Personen, wobei man davon ausgeht, dass zeitweise Beamte aus anderen Behörden abgezogen wurden. Nach der Enzyklopädie Ruijumeibutsukō (類聚名物考) aus der Mitte der Edo-Zeit leitet sich daher auch der Begriff Yoryūdo von diesen Beamten ab, die zum Amt pendelten, um sich dort zu treffen (im Japanischen: 「寄り合う人」, Yoriau hito). Es bleibt jedoch unklar, ob diese Etymologie korrekt ist.

### Samurai-Regierung
Der Begriff Yoryūdo bezeichnet zudem das Personal in verschiedenen Ämtern des Shōgunats (幕府, Bakufu) wie: dem Kumonjo (公文所, Dokumentenverwaltung), dem Mandokoro (政所, Regierungsverwaltung), dem Monchūsho (問注所, Gerichtshof) und dem Samurai dokoro (侍所, Behörde für die Angelegenheiten der Vasallen). Diese Bediensteten wurden auch Kōjin (公人, etwa Person des öffentlichen Lebens, die ein Amt bekleiden) genannt.

## Unfreie Bauern im Shōen-System
Im Shōen-Lehenssystem bezeichnete der Begriff Bauern, die die Güter ihres Lehensherrn bearbeiteten, d. h. Leibeigene.